# Rudolf Mayer (Medailleur)
Rudolf Mayer (* 12. Juni 1846 in Nýdek; † 24. Juni 1916 in Karlsruhe) war ein deutscher Medailleur.

## Leben

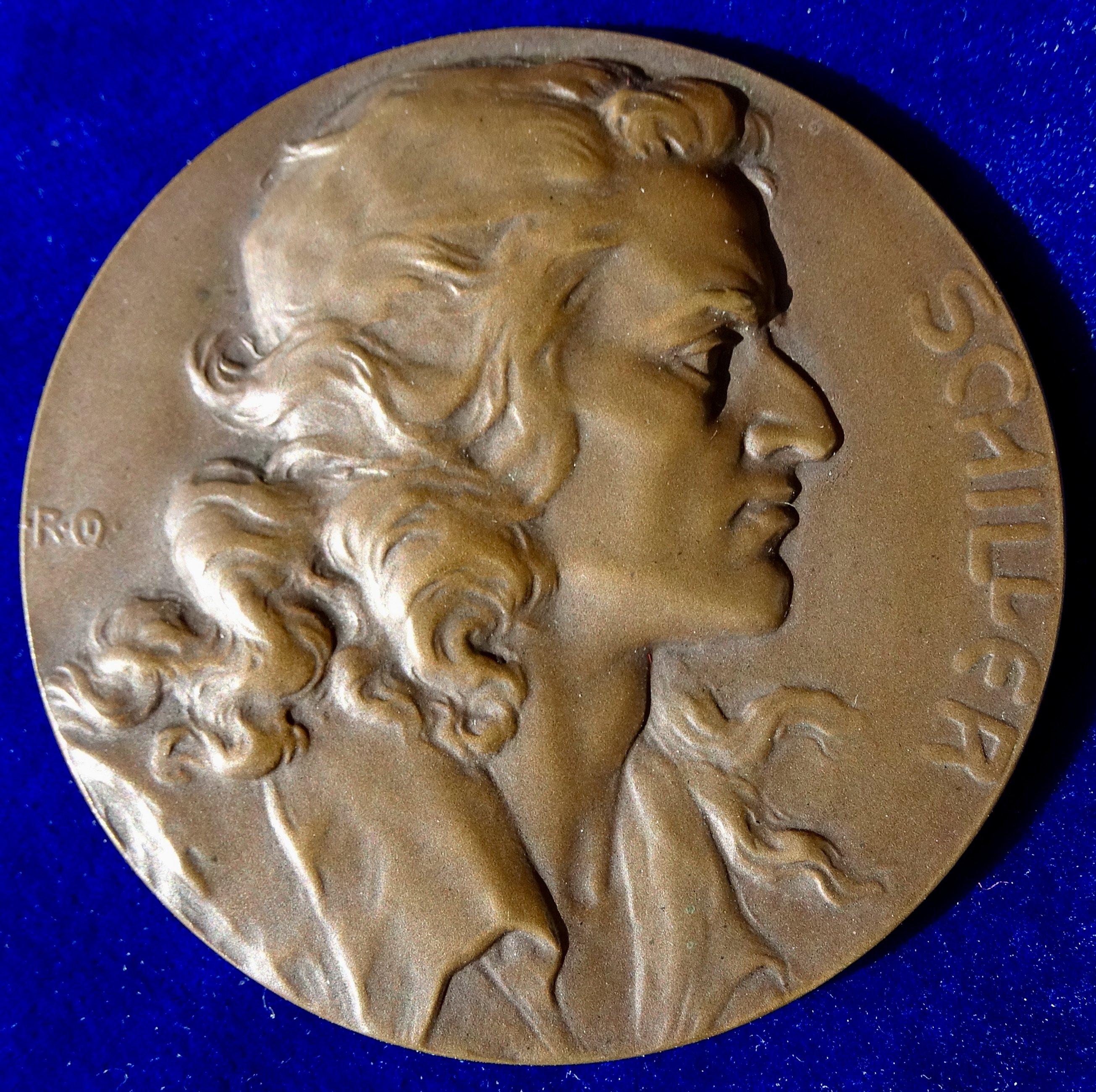
Medaille 1905 o. J. zum 100. Todestag von Friedrich von Schiller, Vorderseite

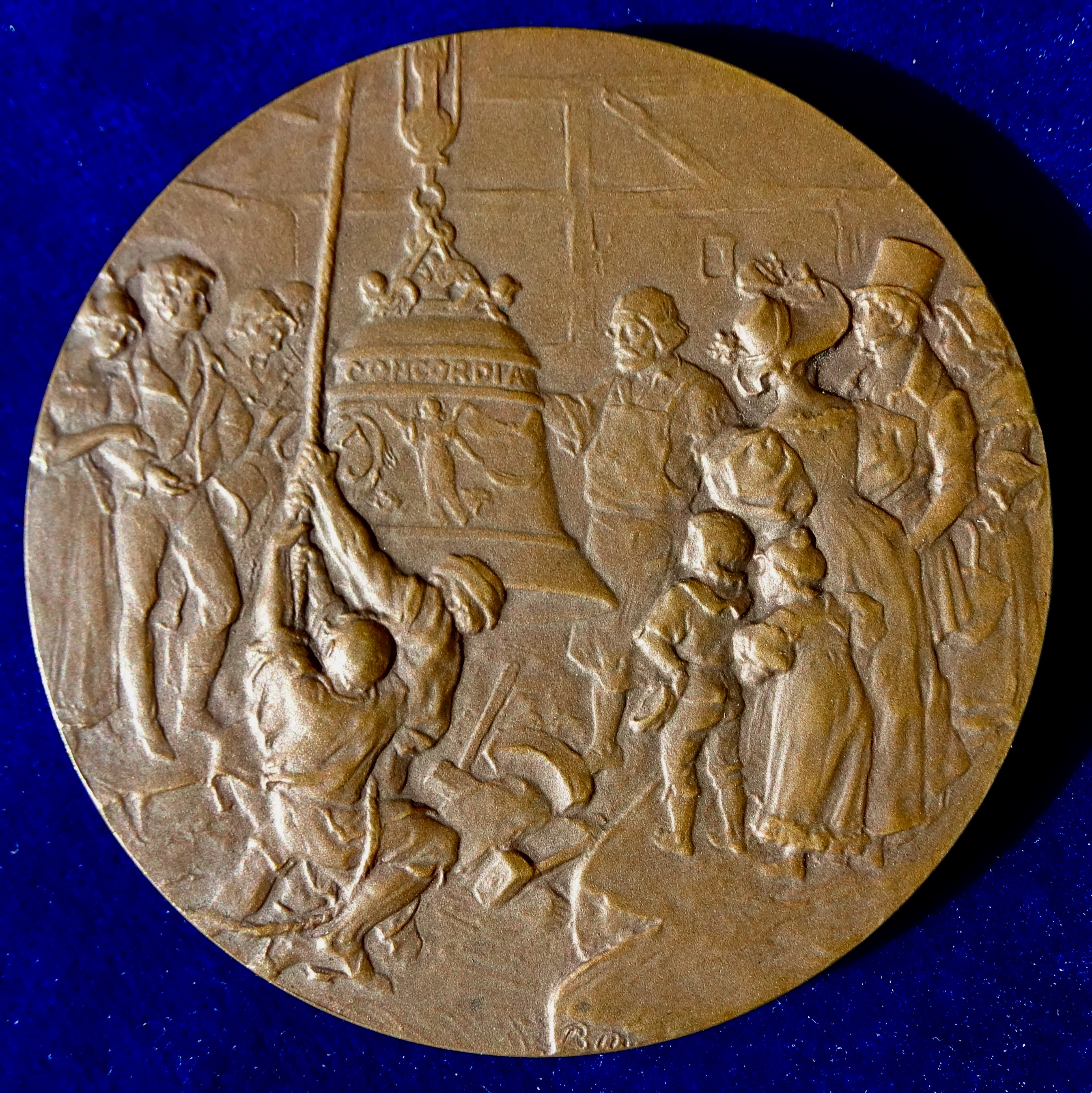
Die Rückseite zeigt das Lied von der Glocke. Nach Forrer ist dies die beste der 1905 erschienenen Schiller-Medaillen

Mayer erlernte das Medailleurshandwerk  ab 1862 in der Erzherzoglich-Albrecht’schen Gießerei in Trzynietz. Danach arbeitete er in Wien, wo er als Stipendiat bei Otto König an der Kunstgewerbeschule studierte. Nach Abschluss seines Studiums unterhielt Mayer ab 1871 ein eigenes Atelier in Wien. 1874 wurde er als Lehrer an die Kunstgewerbeschule in Stuttgart berufen, 1886 wechselte er nach Karlsruhe, wo er bis zu seiner Pensionierung 1913 unterrichtete. Neben seinem Lehramt war Mayer auch als freischaffender Künstler aktiv.